# アート・ブレイキー
アート・ブレイキー（Art Blakey、1919年10月11日 - 1990年10月16日）は、アメリカ合衆国のジャズドラマー。「ナイアガラ・ロール」（Niagara Roll）と呼ばれる特徴的なドラミング奏法で知られ、彼の功績は現在のジャズ界に多大な影響を与えた。

## 来歴
1919年、ペンシルベニア州ピッツバーグ出身。10代後半からジャズ・バンドで活動しニューヨークへ進出。一説には、当初はピアニストであったが、ある時からピアノを断念しドラムに転向した。当初、ドラムの腕は未熟だったが、友人であるトランペッターのディジー・ガレスピーからアドバイスを受け、みるみる上達したという。
1944年からビリー・エクスタインの楽団へ入り、1940年代後半からマイルス・デイヴィス、セロニアス・モンク、チャーリー・パーカーらと共演後、1954年から1955年にかけてホレス・シルヴァーと初代のジャズ・メッセンジャーズを結成。クリフォード・ブラウンやルー・ドナルドソンらを擁してジャズ・クラブのバードランドに出演して人気を博した。
1956年にシルヴァーが脱退した後、ジャズ・メッセンジャーズは不遇の時代を迎えた。それを打開するきっかけを作ったのが、1958年2月、当時ジャズ・メッセンジャーズにいたジャッキー・マクリーンが麻薬で逮捕されキャバレー・カードを没収されたことで、その代役を務めたベニー・ゴルソンと出会ったことである。ここでブレイキーがゴルソンの几帳面な性格が気に入り、彼にグループの立て直しを要請。メンバーもトランペットにリー・モーガン、ピアノにボビー・ティモンズ、ベースにジミー・メリットと自分とゴルソン以外は全員入れ替え、今や代表曲となっている「モーニン」（ティモンズ作曲）、「ブルース・マーチ」（ゴルソン作曲）などの新たなオリジナル曲ができて新しいレパートリーに付け加えられ、1958年10月、新メンバーでのお披露目初公演をニューヨークのタウン・ホールにて行い大成功を収め、同月30日、ブルーノートに前記の曲を含めたアルバム「モーニン」（レコード番号:BLP/BST-4003）を収録し、同アルバムは翌月発売これが大ヒットとなる。このレコードの発売当時、ブルーノートは海外でのプレスを一切許可していなかった関係で、1967年まで日本プレス盤は発売されなかった（発売当時、一部のレコード店で、僅かに米からの輸入盤LPが発売されていたものの、日本盤のほぼ倍の価格だった）。
しかし、このアルバム録音直後にバンドが欧州公演を行った際に、同年（1958年）12月28日にフランスのパリのサンジェルマンで録音されたライブ・アルバム『サンジェルマンのジャズ・メッセンジャーズ Art Blakey & Les Jazz Messengers Au Club St Germain』（仏RCA原盤）が当時の日本ビクター音楽部から発売され、また1959年公開のヌーヴェルヴァーグ映画作品『危険な関係 Les Liaisons dangereuses』（監督：ロジェ・ヴァディム）、『殺られる Des Femmes Disparaissent』（監督：エドゥアール・モリナロ）への音楽参加を契機として、日本でもこれらの曲が知られ大ヒットし、空前のファンキー・ブームが起こった。因みに、マイルス・デイヴィスも前年公開の『死刑台のエレベーター Ascenseur pour l'échafaud』（監督：ルイ・マル）での音楽を担当している。
「モーニン」の大ヒット後、ゴルソンは翌年（1959年）にジャズ・メッセンジャーズを離れ、その後はテナー・サックスはハンク・モブレーらが担当したが、同年（1959年）秋に、同楽器担当にウェイン・ショーターが入り、その際、ショーターは同バンドの看板曲の1つである「チュニジアの夜」を、ドラム・ソロを中心とするアレンジに新たにリメイクし、1960年8月14日、ブルーノートにアルバム「チュニジアの夜」(BLP-4049,BST-84049)の1曲として録音。これが、同曲のブレイキーの長いドラムソロの象徴的な曲として親しまれることとなった。
以後、彼はジャズ・メッセンジャーズのリーダーとして、様々なアルバムやコンサートなどで活躍する。親日家で来日回数も多い（後述）。ジャズ・メッセンジャーズは基本的に2管または3管のフロント＋3リズムのコンボ形式のバンドである。
ドラマーとしての一番の特徴はメリハリのあるバッキング（ブラシでの寄り添うようなプレイから激しく煽る「ナイアガラロール」までの振幅）にあり、ことにシンバルレガートの滑らかで美しい音色は特筆される。また、アフロ・キューバンリズムをドラムセットで表現したパイオニアとしても記憶されるべきだろう。
晩年の録音では視力や聴力の衰えに伴い、全盛期のようなプレイが満足にできなくなってしまった。1990年に肺癌のため、ニューヨーク・マンハッタンにて死去した。71歳没。生涯で4度結婚し、10人の子供に恵まれた。

## 人物

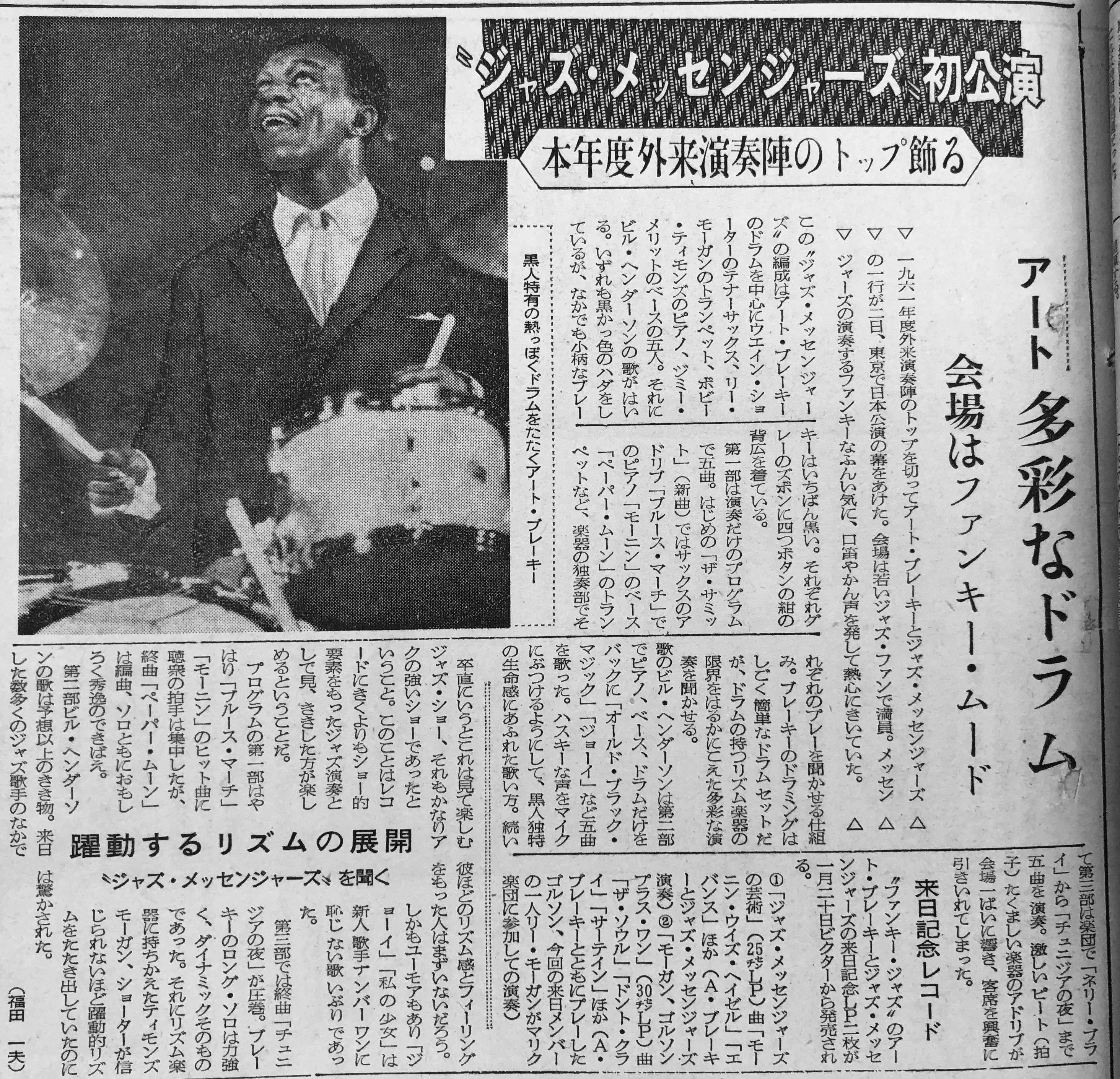
アート・ブレイキー&ザ・ジャズ・メッセンジャーズの初来日公演を報じる『中部日本新聞』1961年1月5日付朝刊の記事。

アート・ブレイキーは多くの新人を発掘し、多くの著名なミュージシャンがメッセンジャーズから巣立った。50年代後半からはリー・モーガン、ボビー・ティモンズ、ウェイン・ショーター等が、60年代にはフレディ・ハバード、キース・ジャレット、カーティス・フラー、チャック・マンジョーネ、シダー・ウォルトン、レジー・ワークマン等がメッセンジャーズ在籍をきっかけにスターになった。80年代に流行した新伝承派と呼ばれる若手プレイヤーを中心とした、モダン・ジャズムーヴメントで活躍したプレイヤーの多くがメッセンジャーズの出身である。第一線で活躍しているウィントン・マルサリス、ブランフォード・マルサリス、テレンス・ブランチャード、マルグリュー・ミラー、ジェイムス・ウィリアムス、ロニー・プラキシコ、ケニー・ギャレットなどがメッセンジャーズの出身である。長女エブリン・ブレイキー（2007年没）も、メッセンジャーズでの活動を経て、プロの歌手として成功を収めた。
親日家として知られる。その背景には母国であるアメリカを含めツアー先の世界各地で黒人差別により不当で理不尽な扱いを受けてきた彼らが1961年に初来日した際、彼らを一目見ようと空港には多くの日本人ファンが歓声と共に殺到し、中には彼らに手を振ったり花束を持ったファンもいたが、今までの彼らにとって信じられない光景と雰囲気に、アート・ブレイキーたちは「自分達が乗ってきた飛行機に誰かVIPがいて、その人に声援が向けられてるんだろう」と最初は思ったそうだが、実は自分達への歓迎だと知るとアート・ブレイキーは号泣し、その後スピーチを求められても涙で上手く話すことが出来なかったという。
また、あるファンから記念写真をせがまれ、「俺は黒人だぞ？ 一緒に写真に収まってもいいのかい？」と驚き、「そんな事知ってます。ぜひ一緒に！」とファンが答えた事に驚き、大喜びして撮影に応じた。当時のアメリカでは有色人種に対する差別が公然と行われていた為、ブレイキー一行はそのファンの反応に戸惑いを感じると同時に大いに感銘を受けたようで、帰国を前に、彼は「俺は今まで世界を旅してきたが、日本ほど俺の心に強い印象を残してくれた国はない。それは演奏を聴く態度は勿論、何よりも嬉しいのは、アフリカを除いて、世界中で日本だけが我々を人間として歓迎してくれたことだ。人間として！ ヒューマンビーイングとして！」とも述べている。
後日、東京での公演がTBS系列で日本全国にラジオ中継されると聞かされた際、母国のアメリカすらも黒人という理由だけで音楽を流して貰えないこともあった彼らジャズメッセンジャーズのメンバーは「本当にいいのか？」と大いに奮起するなど、前述の初来日時の感激やインスピレーションが、親日家アート・ブレイキーを生んだと伝えられている。その後、亡くなる間際まで来日を繰り返し、何度も日本で演奏を行った。特に夏のフェスティバルではお馴染みだった。
彼の演奏した曲の中には"Ugetsu（雨月）" や "On The Ginza（オン・ザ・ギンザ）"など、日本をテーマにしたものも存在する。メッセンジャーズにも'70年代以降鈴木良雄、鈴木勲等の日本人がレギュラーまたは客演で加わっているほか、日本人ドラマーのジョージ川口、白木秀雄らともドラム合戦を繰り広げた。他にもかつての妻の1人が日本人であったり、自分の息子に「Taro（太郎）」と名付けていたり、日本酒を大いに気に入って千鳥足でステージに上がったこともあったという。使用するドラムも晩年は日本のメーカーと契約し、亡くなるまで愛用した。

## ディスコグラフィ/代表作
- "Moanin'"（モーニン）/アート・ブレイキー・アンド・ジャズメッセンジャーズ
- "A Night in Tunisia"（チュニジアの夜）/アート・ブレイキー・アンド・ジャズメッセンジャーズ
- "A Night at Birdland Vol.1"（バードランドの夜 Vol.1）
- "A Night at Birdland Vol.2"（バードランドの夜 Vol.2）
- "The Freedom Rider"（ザ・フリーダムライダー）
- "The Big Beat"（ザ・ビッグ・ビート）

## ライナーノーツ
- CDアルバム「モーニン」ライナー・ノーツ(執筆は大村幸則。CD番号 TOCJ-9003（東芝EMI(現EMIミュージック・ジャパン)）
- CDアルバム「チュニジアの夜」ライナー・ノーツ(執筆は小川隆夫。CD番号 TOCJ-9082（東芝EMI(現EMIミュージック・ジャパン)）

## 書籍
- 「ブルーノート・レコード オリジナル・プレッシング・ガイド」（フレデリック・コーエン著、行方均訳。ディスクユニオン刊）
- スイングジャーナル誌 昭和61年2月号